# Larrey (Côte-d'Or)
Pour les articles homonymes, voir Larrey.
Ne doit pas être confondu avec la commune Le Val-Larrey.
Larrey est une commune française située dans le département de la Côte-d'Or en région Bourgogne-Franche-Comté.

## Géographie

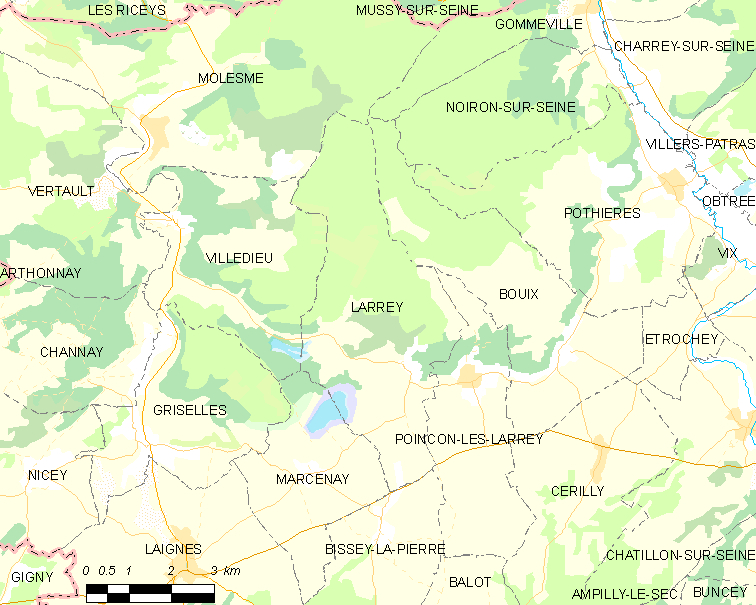

L’altitude du village est de 231 mètres, celle du château de 263 mètres. Le village est au pied d’un coteau, en bordure d’un massif forestier. Il y a une culture de la vigne.

### Accessibilité
La commune est accessible de la départementale 965 reliant Auxerre à Chaumont, de Poinçon-lès-Larrey et Villedieu par la départementale 16  et de Marcenay par la  départementale 102.

### Hydrologie
Trois plans d’eau se trouvent totalement ou partiellement sur la commune : 
- le Petit Étang (en totalité), étang artificiel créé par les moines de l’abbaye de Molesme pour la pisciculture ;
- une partie de l'étang de Marcenay . Ce lac de 92 hectares a été créé par les moines de l’abbaye de Molesme en 1239 pour la pisciculture[2]. Il s’y trouve un ancien haut fourneau de 1742[3].
- une partie de l’étang Bailly.

Ils sont alimentés notamment par le ruisseau de Marcenay, le ruisseau du Val Dupuis, le ruisseau de l’étang Bailly.

### Climat
Pour des articles plus généraux, voir Climat de la Bourgogne-Franche-Comté et Climat de la Côte-d'Or.
En 2010, le climat de la commune est de type climat océanique dégradé des plaines du Centre et du Nord, selon une étude du Centre national de la recherche scientifique s'appuyant sur une série de données couvrant la période 1971-2000. En 2020, Météo-France publie une typologie des climats de la France métropolitaine dans laquelle la commune est exposée à un climat océanique altéré et est dans la région climatique  Lorraine, plateau de Langres, Morvan, caractérisée par un hiver rude (1,5 °C), des vents modérés et des brouillards fréquents en automne et hiver. 
Pour la période 1971-2000, la température annuelle moyenne est de 10,7 °C, avec une amplitude thermique annuelle de 15,8 °C. Le cumul annuel moyen de précipitations est de 866 mm, avec 12,9 jours de précipitations en janvier et 8,8 jours en juillet. Pour la période 1991-2020, la température moyenne annuelle observée sur la station météorologique de Météo-France la plus proche, « Châtillon/Seine », sur la commune de Châtillon-sur-Seine à 11 km à vol d'oiseau, est de 10,8 °C et le cumul annuel moyen de précipitations est de 832,8 mm,. Pour l'avenir, les paramètres climatiques de la commune estimés pour 2050 selon différents scénarios d'émission de gaz à effet de serre sont consultables sur un site dédié publié par Météo-France en novembre 2022.

## Urbanisme

### Typologie
Au 1er janvier 2024, Larrey est catégorisée commune rurale à habitat très dispersé, selon la nouvelle grille communale de densité à 7 niveaux définie par l'Insee en 2022.
Elle est située hors unité urbaine. Par ailleurs la commune fait partie de l'aire d'attraction de Châtillon-sur-Seine, dont elle est une commune de la couronne,. Cette aire, qui regroupe 60 communes, est catégorisée dans les aires de moins de 50 000 habitants,.

### Occupation des sols
L'occupation des sols de la commune, telle qu'elle ressort de la base de données européenne d’occupation biophysique des sols Corine Land Cover (CLC), est marquée par l'importance des forêts et milieux semi-naturels (59,4 % en 2018), une proportion identique à celle de 1990 (59,4 %). La répartition détaillée en 2018 est la suivante : 
forêts (54,4 %), terres arables (35,9 %), milieux à végétation arbustive et/ou herbacée (5 %), zones agricoles hétérogènes (1,7 %), zones humides intérieures (1,3 %), eaux continentales (1,1 %), prairies (0,7 %). L'évolution de l’occupation des sols de la commune et de ses infrastructures peut être observée sur les différentes représentations cartographiques du territoire : la carte de Cassini (XVIIIe siècle), la carte d'état-major (1820-1866) et les cartes ou photos aériennes de l'IGN pour la période actuelle (1950 à aujourd'hui).

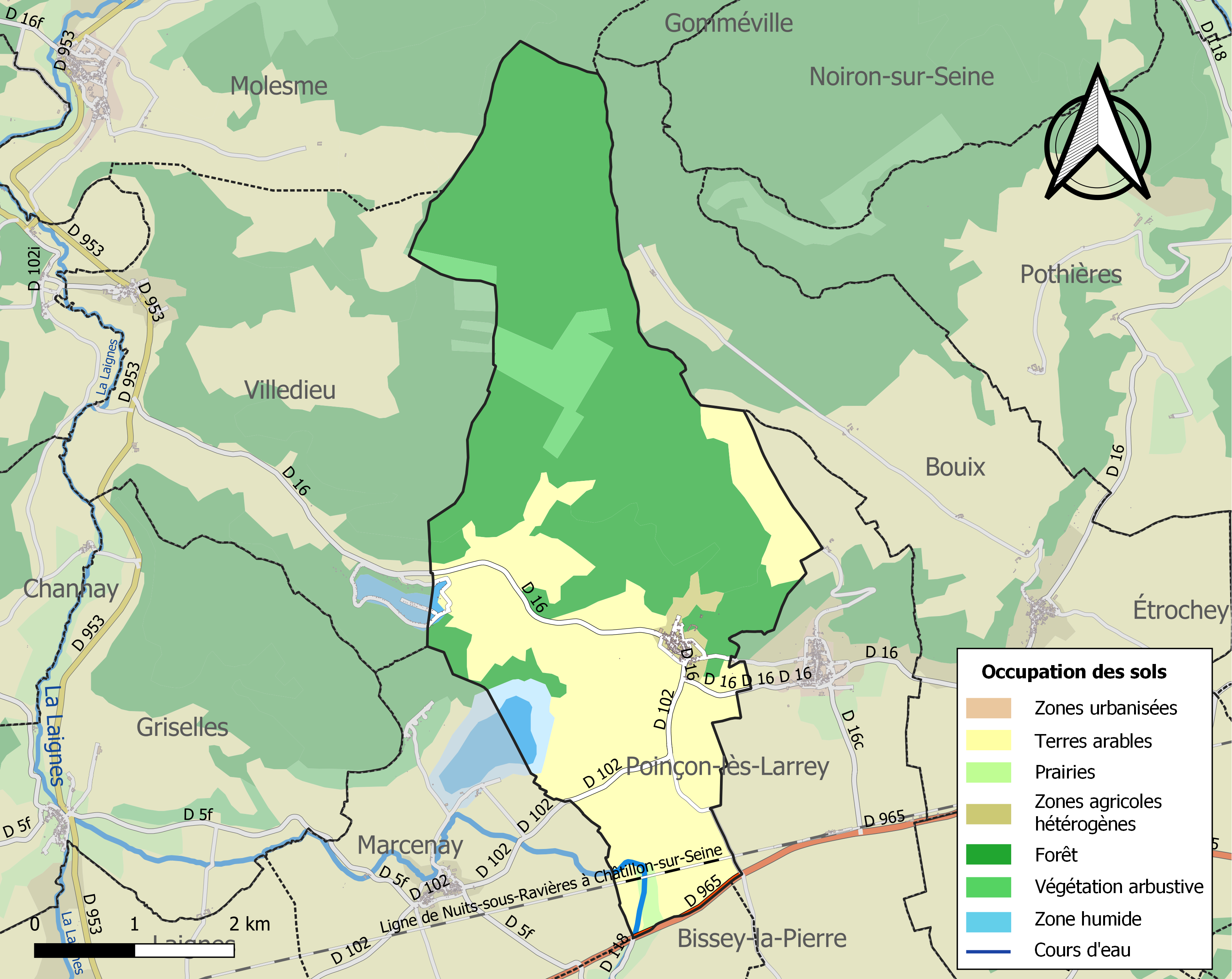
Carte des infrastructures et de l'occupation des sols de la commune en 2018 (CLC).

## Histoire

### Antiquité
Plusieurs tumulus établissent un peuplement celte ancien sur le plateau alors que des vestiges de villas gallo-romaines sont relevés au niveau du village actuel.

### Moyen Âge
Le premier château est bâti vers 1220. Le 26 février 1430, lors de la guerre de Cent Ans, la noblesse bourguignonne est convoquée à Semur-en-Auxois pour résister aux ennemis du duc de Bourgogne qui viennent de prendre le château de Larrey. Ces ennemis étaient les Anglais qui s’étaient rués sur des possessions du duc de Bourgogne à la Chandeleur (vers le 2 février 1430). Vers le 7 mars, les troupes bourguignonnes assiègent ledit château qui sera finalement repris à la Quasimodo 1430 (le dimanche qui suit Pâques) par les Bourguignons.

### Époque moderne
Henri IV en campagne contre les troupes du duc de Mayenne s'y arrête le 1er juin 1595 pour y recevoir l'allégeance des échevins de Châtillon-sur-Seine. Les habitants sont affranchis un peu plus tard de mainmorte par Charlotte de Gramont. Jusqu'à la Révolution, Larrey dépend du duché de Bourgogne et du bailliage de Châtillon.

## Politique et administration
| Période                                  | Période  | Identité         | Étiquette | Qualité |
| ---------------------------------------- | -------- | ---------------- | --------- | ------- |
| avant 1988                               |          | Michel Millot    | DVD       |         |
| mars 2001                                | en cours | Bernard Soupault |           |         |
| Les données manquantes sont à compléter. |          |                  |           |         |

Larrey appartient :
- à l'arrondissement de Montbard,
- au canton de Châtillon-sur-Seine et
- à la communauté de communes du Pays Châtillonnais

## Démographie
L'évolution du nombre d'habitants est connue à travers les recensements de la population effectués dans la commune depuis 1793. Pour les communes de moins de 10 000 habitants, une enquête de recensement portant sur toute la population est réalisée tous les cinq ans, les populations de référence des années intermédiaires étant quant à elles estimées par interpolation ou extrapolation. Pour la commune, le premier recensement exhaustif entrant dans le cadre du nouveau dispositif a été réalisé en 2006.

En 2022, la commune comptait 96 habitants, en évolution de +5,49 % par rapport à 2016 (Côte-d'Or : +0,82 %, France hors Mayotte : +2,11 %).
| 1793 | 1800 | 1806 | 1821 | 1831 | 1836 | 1841 | 1846 | 1851 |
| ---- | ---- | ---- | ---- | ---- | ---- | ---- | ---- | ---- |
| 490  | 550  | 610  | 499  | 500  | 480  | 461  | 446  | 422  |

| 1856 | 1861 | 1866 | 1872 | 1876 | 1881 | 1886 | 1891 | 1896 |
| ---- | ---- | ---- | ---- | ---- | ---- | ---- | ---- | ---- |
| 423  | 415  | 377  | 360  | 320  | 347  | 356  | 341  | 287  |

| 1901 | 1906 | 1911 | 1921 | 1926 | 1931 | 1936 | 1946 | 1954 |
| ---- | ---- | ---- | ---- | ---- | ---- | ---- | ---- | ---- |
| 264  | 240  | 227  | 228  | 182  | 166  | 160  | 187  | 168  |

| 1962 | 1968 | 1975 | 1982 | 1990 | 1999 | 2006 | 2011 | 2016 |
| ---- | ---- | ---- | ---- | ---- | ---- | ---- | ---- | ---- |
| 135  | 107  | 92   | 104  | 92   | 67   | 92   | 100  | 91   |

| 2021 | 2022 | - | - | - | - | - | - | - |
| ---- | ---- | - | - | - | - | - | - | - |
| 96   | 96   | - | - | - | - | - | - | - |

## Lieux et monuments
- Le château construit en 1230 par Eudes III de Grancey, l’un des plus puissants seigneurs du nord de la Bourgogne, surplombe le village[1]. Il a été assiégé en 1430 lors du siège de Larrey. Le château a été modifié et agrandi aux XVe, XVIe et XVIIe siècles. Il a ensuite été mutilé lorsqu’il servit de ferme au XIXe siècle  Inscrit MH (1972)[20]. Ce château est une propriété privée et ne se visite pas.
- La commune a eu deux églises, dont une seule reste en sa possession.
  - L’église Saint-Roch est rebâtie au cœur du village en 1883 sur les restes d'une ancienne chapelle fondée en 1615 par Regnault Martin[21]. Plusieurs de ses vitraux ont été financés grâce à des dons ; en remerciements, les noms des généreux donateurs ont été inscrits dessus.
  - L’autre église est celle de Saint-Germain-d’Auxerre, qui se trouve en hauteur sur le coteau à l’écart du village. Elle a été construite dans la première moitié du XVIe siècle (le chœur est daté de 1543) et restaurée au XIXe siècle, puis inscrite Monument Historique en 1925[22]. Ce n’est qu’au XXe siècle que la commune voisine de Poinçon-lès-Larrey s'en est rendue propriétaire, car elle ne possédait plus d’église (sa chapelle était tombée en ruine) alors que Larrey en avait deux en bon état.
- Plusieurs croix de dévotion anciennes se trouvent sur le territoire de la commune[23],[24],[25],[26]. La Maison des Sœurs, ancienne maison de sœurs religieuses, a été transformée en mairie (vers 2010).
- Un beau lavoir ancien se trouve sur la place du village récemment rénovée en 2011.

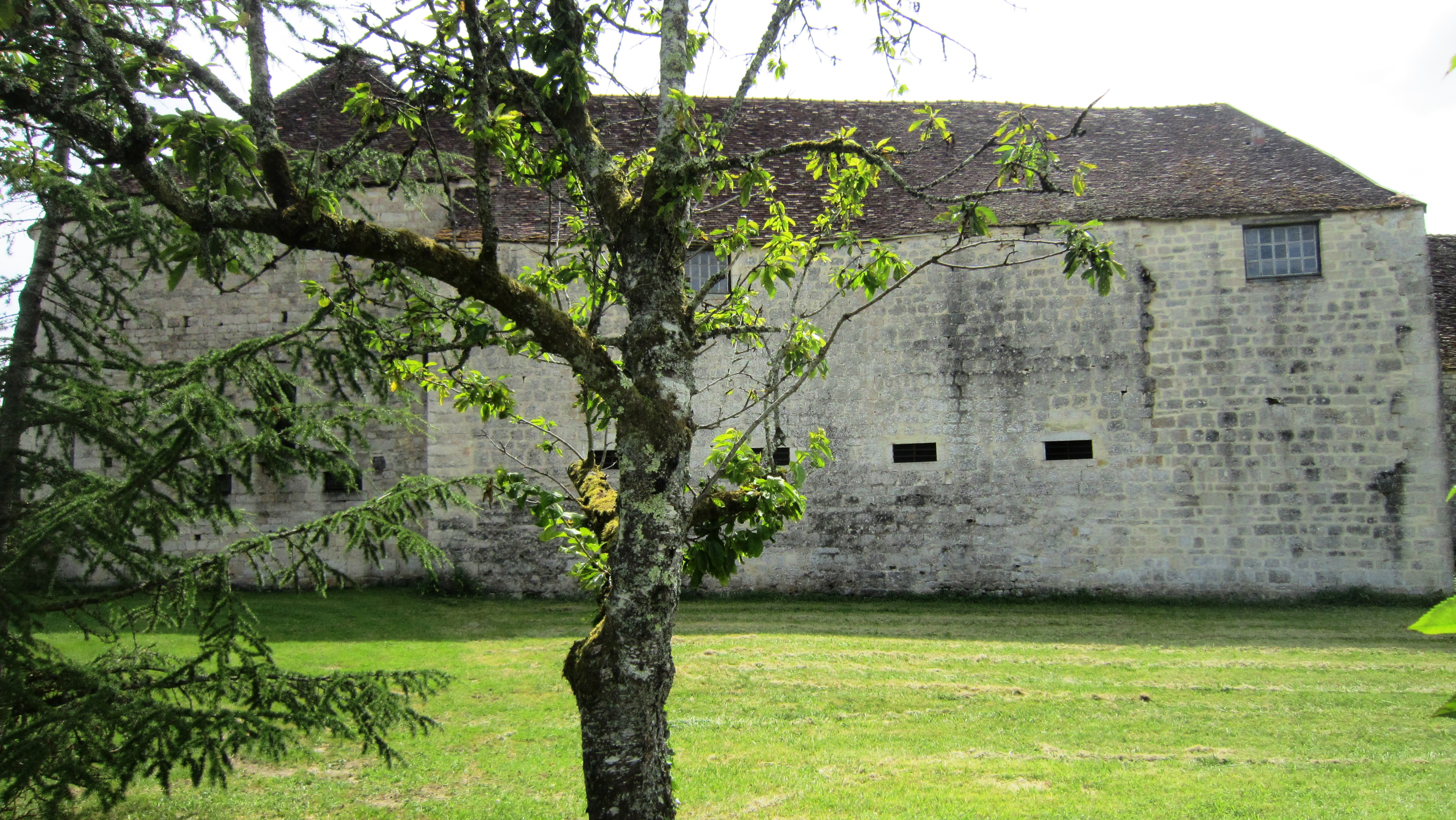
Le château
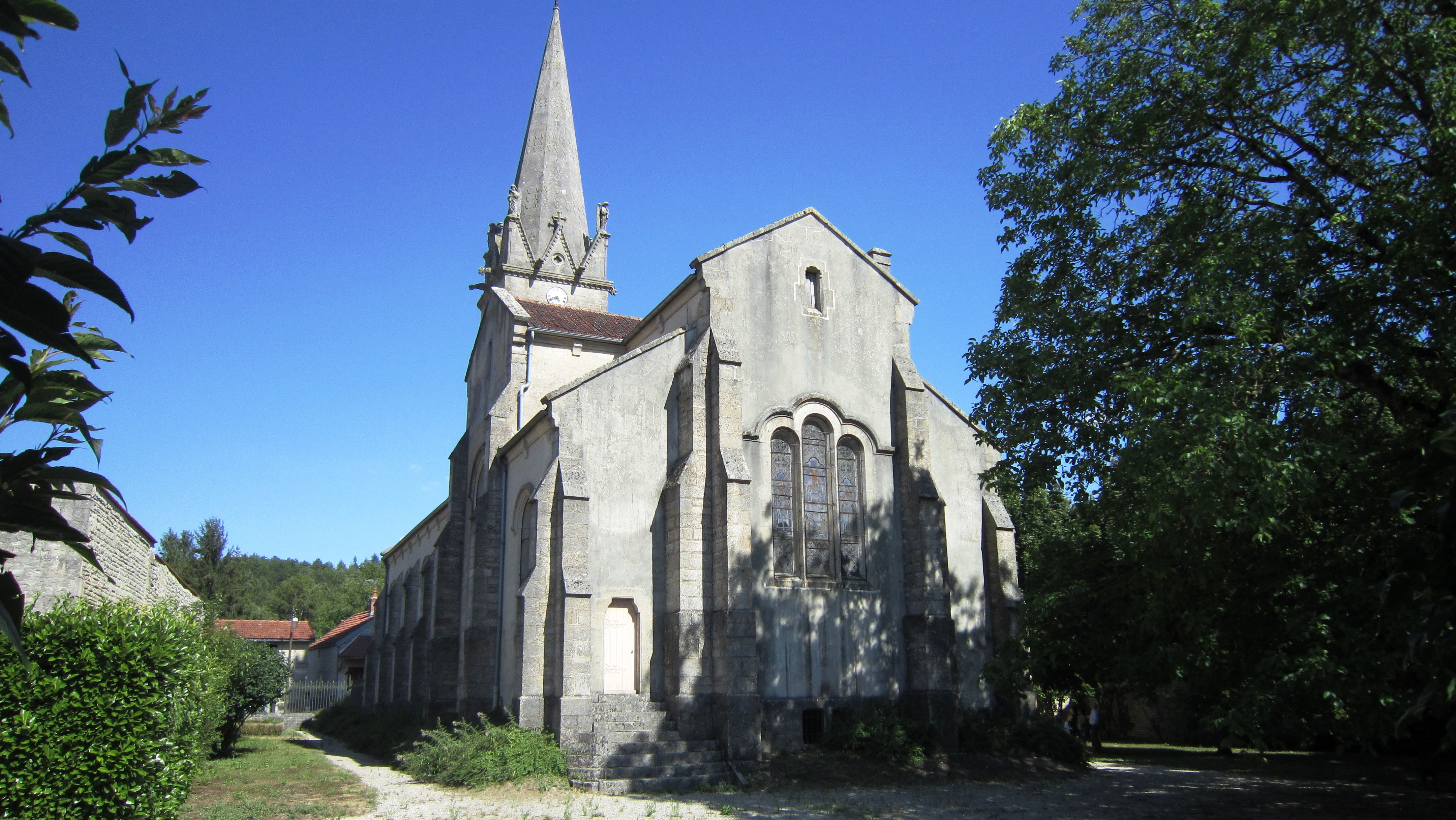
L'église
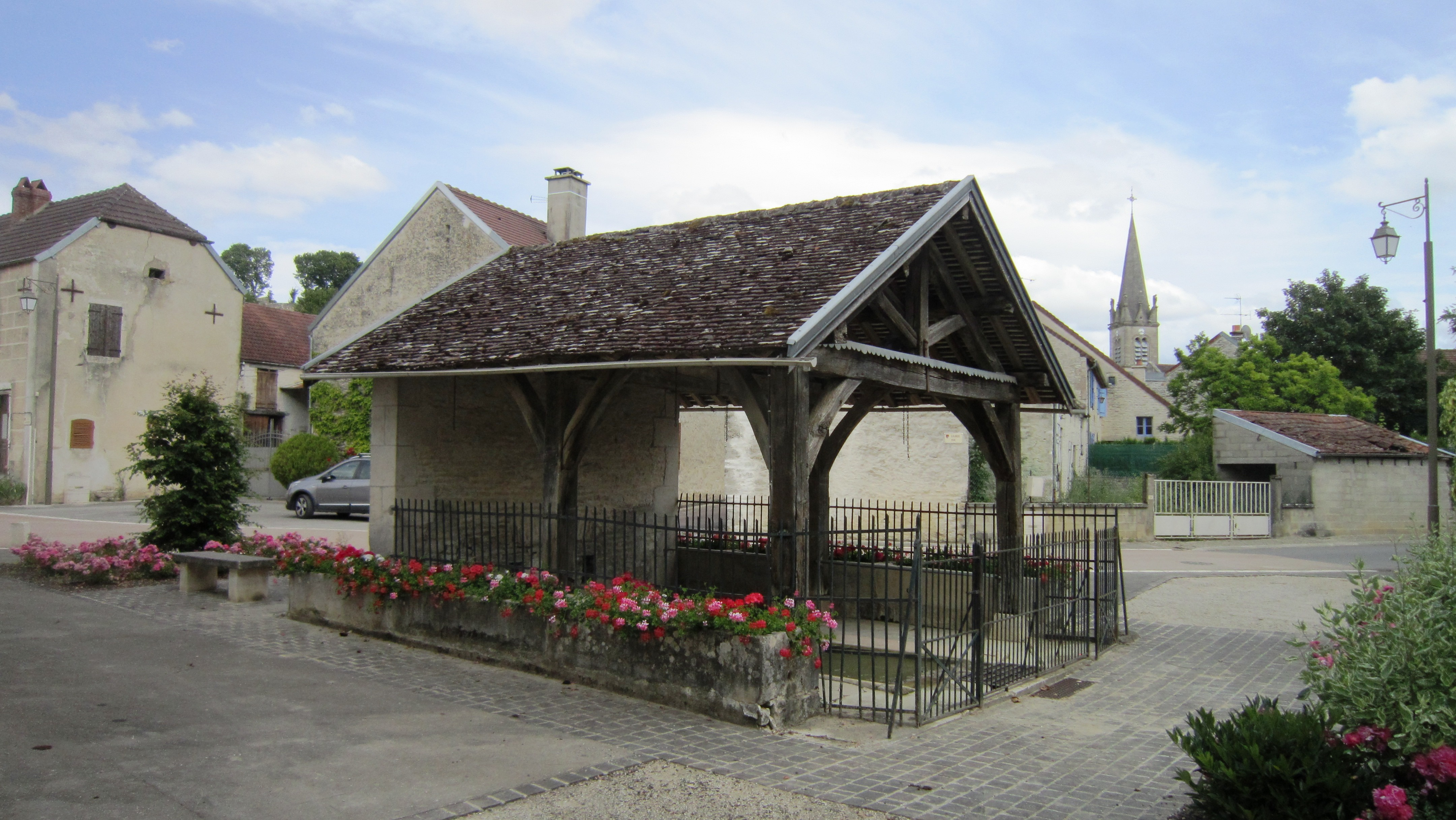
Le lavoir

## Héraldique
| Blason de Larrey | Blason  | Écartelé : au 1er d'azur au lion d'or, au 2e d'or à la croix de gueules, au 3e de gueules à trois jumelles d'argent, au 4e d'azur à la fasce ondée d'argent accompagnée de trois quintefeuilles d'or. |
| Blason de Larrey | Détails | Le statut officiel du blason reste à déterminer. |